# 1864 (телесеріал)
«1864» — данський телесеріал про події дансько-пруської війни, яка призвела до втрати Данією герцогства Шлезвіг і Гольштейн. Виробництво телекомпанії Miso Film. Вийшов в ефір 12 жовтня 2014 року на 150-річчя початку «другої шлезвізької» війни, всього було знято 8 серій. На сьогоднішній день є найдорожчим телепроєктом Данії через бюджет у 173 мільйони крон, для схвалення якого довелось прийняти відповідний законопроєкт в парламенті. Планується його перемонтування до повнометражного кінофільму.

## Сюжет
Події серіалу розгортаються одночасно в двох часових проміжках — сучасності, де «важкий підліток» Клаудія наймається на роботу до палацу старого графа, де під час прибирання знаходить щоденник дівчини Інге, яка жила в цьому замку півтора століття тому, та в 1850—1864 роках, про які розповідає знайдений щоденник.
1850 рік, закінчується перша дансько-пруська війна і додому до братів Петера і Лауста Йенсенів повертається поранений батько, а в замок графа, на якого працює сім'я Йенсенів, приїздить у гості донька графа Інге, одноліток братів. З роками їхня дружба переростає в «любовний трикутник», в якому брати змагаються за увагу дівчини, а тим часом над їхніми головами збираються хмари — політичні партії Данії плетуть нескінченні інтриги, а самій країні загрожує повномасштабна війна одразу з Прусією та Австрією, яка і вибухає в 1864 році. Обох братів забирають до армії, а Інге лишається чекати, чи повернуться вони з поля бою.

## Критика
Серіал розділив рецензентів в Данії; деякі з них схвалювали марнотратну кінематографію, тоді як інші вважали, що кошти мали бути використані для інших програм, зокрема для скандинавського нуара. Деякі данські критики та історики вважали, що серіал містив історичні неточності, особливо в своєму твердженні, що надмірний націоналізм схилив Данію до війни, яка була зобов'язана закінчитися поразкою.. Війна 1864 року справила глибокий вплив на Данію, встановивши курс країни на її сучасний розвиток. В результаті Том Бук Суіенті, історичний консультант серії, вважав, що подібні дискусії неминучі.
Серіал отримав хороший прийом в Великій Британії. Ендрю Коллінз з The Guardian заявив, що «1864» дійсно знаходиться в топ рейтингу телебачення", і що «найдорожчий серіал в данській історії виправдовує кожну крону на цьому екрані».